# Шанин, Александр Михайлович
Алекса́ндр Миха́йлович Ша́нин (1894, с.Озерецкое Московской губ. — 14 августа 1937, Москва) — руководящий сотрудник органов ОГПУ-НКВД СССР, секретарь коллегии ОГПУ СССР, комиссар государственной безопасности 2-го ранга (1935). Начальник Транспортного отдела ГУГБ НКВД СССР. Расстрелян в 1937 году в «особом порядке». Не реабилитирован.

## Биография
Шанин происходил из крестьян-бедняков. В 1901-1904 годах окончил земское начальное училище (с.Озерецкое). Трудовую деятельность начал в 1904-1908 годах,  работая в хозяйстве отца; в 1908-1912 годах кухонный мальчик  в трактире, г.Москва. В 1912-1914 годах снова в хозяйстве отца; в 1914-1915 годах служащий на складе фабрики Лясковского, Москва. Затем до призыва в армию конторщик на кабельном з-де Подобедова (3.- 9.1915 года). В 1915—1918 годах служил в Русской армии в звании рядового 191-го пехотного полка и огнемётно-химического батальона. (Рижский фронт, Казань, Самара).
В партии большевиков состоял с ноября 1918 года. Член Кимрского УИК, председатель Кимрской уезд. следственной комиссии (5.1918- 4.1919 гг.). В 1919—1920 годах служил в РККА : сотрудник разведки 5-й армии (04.1919-1919 г.); член комиссии по распределению пленных и перебежчиков 5-й армии (1919); помощник военкома штаба 5-й армии (1919-1920 годы).  
В органах ВЧК-ГПУ-НКВД с 1920 года : в особом отделе 5-й армии  (уполномоченный ИНФО ОО 5-й армии; начальник учетного отд-я ОО 5-й армии (1920-6.1920 года). Затем в Москве: в распоряжении Особого отдела ВЧК (06.1920-1921 гг.); начальник Учетно-распределительного отдела ВЧК (1920—1921 (упоминается 03.1921);  заведующий отделом личного состава Управления делами ВЧК (26.11.1921-1922 г.); начальник отдела Центральной регистратуры ГПУ-ОГПУ СССР (06.06.1922 г.—05.06.1930 г.);  секретарь Секретно-оперативного управления ОГПУ СССР (01.05.1923 г.—30.07.1927 г.); секретарь коллегии ОГПУ СССР (01.10.1923г. —11.11.1931 г.); начальник спец. отделения при Коллегии ОГПУ СССР (01.10.1928 г.—05.06.1930 г.); заместитель начальника Административно-организационного управления ОГПУ СССР (16.02.1930 г.—25.07.1931 г.); начальник Центральной школы ОГПУ СССР (29.05.1930 г.—13.02.1932 г.); начальник АОУ ОГПУ СССР (25.07.-18.08.1931 г.); начальник ГИМ ОГПУ СССР (25.07.-18.08.1931 г.); 1-й помощник начальника ОО ОГПУ СССР, одновременно начальник 1 отд-я ОО ОГПУ СССР  (18.08.1931 г.—23.03.1932 г.).
В 1930 —1932 годах председатель Особой комиссии по расследованию нарушений содержания заключенных в Соловецком лагере особого назначения (СЛОНе) и его филиалах (Кемперпункт, Кремль, командировка Голгофа лагпункта Анзер и др.), следствие чего в мае-июне 1930 года был вынесен ряд приговоров выездной сессией Коллегии ОГПУ СССР в отношении лагерного надзорсостава и медперсонала п. Анзер и ком. Голгофа ( В. Г. Зарина, Э. Ф. Антипиной, И. Ф. Пелюхина, В. В. Козловского, А. Н. Майсурадзе и др. (всего более 100 осужденных, в т.ч. 9 -к расстрелу), а также лагерного персонала Кемперпункта (осуждено 12 человек, в т. ч. И. А. Курилко, К. С. Белозёров и В. С. Гончаров- к расстрелу).
Заместитель полпреда ОГПУ по Западно-Сибирскому краю (23.03.1932 г.—28.08.1933 г.). 
Затем снова в центральном аппарате : начальник Экономического управления ОГПУ СССР (28.08.1933 г.—10.07.1934 г.); заместитель начальника ЭКО ГУГБ НКВД СССР (10.07.1934 г.—27.03.1935 г.); начальник Транспортного отдела ГУГБ НКВД СССР (27.03.1935 г.—25.12.1936 г.); начальник 6 отдела ГУГБ НКВД СССР (25.12.1936 г.—07.04.1937 г.).
Согласно утверждению гэбиста-невозвращенца Георгия Агабекова, Шанин являлся «уголовной личностью с явно садистскими наклонностями» и в конце 1920-х годов входил в ближайшее окружение тогдашнего первого заместителя председателя ОГПУ Генриха Ягоды в качестве его персонального порученца, ответственного за устройство различных тёмных дел, в частности попоек и кутежей с проститутками.
Последняя должность перед опалой и арестом — сотрудник 6-го отдела ГУГБ НКВД.

## Арест и казнь

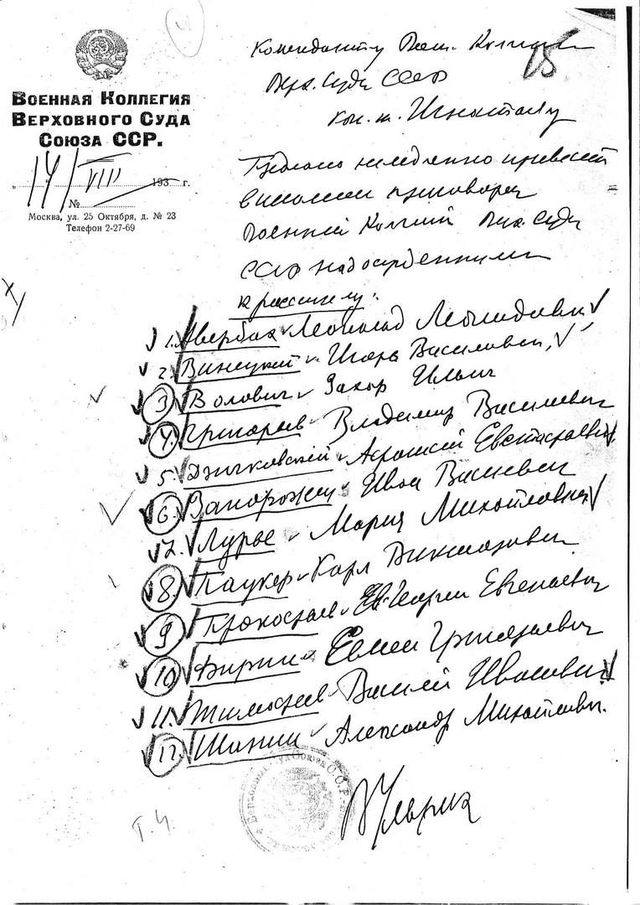
Предложение В. В. Ульриха коменданту Военной коллегии ВС СССР Игнатьеву немедленно растрелять 12 осуждённых: Л. Л. Авербах, И. В. Винецкий, З. И. Волович, В. В. Григорьев, А. Е. Дзичковский, И. В. Запорожец, М. М. Лурье, К. В. Паукер, Г. Е. Прокофьев, С. Г. Фирин, В. И. Тимофеев, А. М. Шанин

7 апреля 1937 года Шанин был отстранён от должности «на период внутренней проверки его причастности к преступной деятельности бывшего наркома НКВД Г. Г. Ягоды». Арестован 22 апреля 1937 года. Обвинён в участии в «контрреволюционной заговорщицкой организации внутри НКВД». Приказом народного комиссара внутренних дел СССР Николая Ежова  № 1138 от 8 июля 1937 года уволен с ранее занимаемой должности и из органов НКВД вообще как арестованный. Внесен в Сталинские расстрельные списки в «особом порядке» от 16 июня 1937 года и от 14 августа 1937 года ("за" 1-ю категорию   Сталин, Молотов, Жданов, Ежов). 14 августа 1937 года оформлен к расстрелу «в особом порядке». Казнён в тот же день.
Вместе с ним в «особом порядке» были расстреляны Г. Е. Прокофьев, К. В. Паукер, З. И. Волович , С. Г. Фирин, Г. В. Голов, И. Ю. Лоренс, И. В. Запорожец и др. руководящие и оперативные сотрудники НКВД СССР (всего 25 осужденных). Место захоронения — могила невостребованных прахов № 1 крематория Донского кладбища. В посмертной реабилитации отказано.

## Награды
- Знак «Почётный работник ВЧК—ГПУ (V)» (1922. № 118).
- Знак «Почётный работник ВЧК—ГПУ (XV)» (20.12.1932).